# Allium textile
Allium textile — вид трав'янистих рослин родини амарилісові (Amaryllidaceae), поширений у південно-центральній Канаді та центральній смузі США.

## Опис
Цибулин 1–3+, яйцюваті, 1.2–2.5 × 1–2 см; зовнішні оболонки містять 1 або більше цибулин, сірі або коричневі, сітчасті; внутрішні оболонки білуваті. Листки стійкі, зелені в період цвітіння, 2; листові пластини ± прямі, жолобчасті, півциліндричні, 10–40 см × 1–3(5) мм, краї цілі або зубчасті. Стеблина стійка, одиночна, ± циліндрична, 5–30(40) см × 1–3 мм. Зонтик стійкий, прямостійний, компактний до ± нещільного, 15–30-квітковий, півсферичний, цибулинки невідомі. Квіти від урноподібних до дзвінчастих, 5–7 мм; листочки оцвітини рямостійні, білі або рідко рожеві, з червоними або червонувато-коричневими серединними жилками. Пиляки жовті; пилок жовтий. Насіннєвий покрив блискучий. 2n = 14, 28.
Період цвітіння: травень — червень.

## Поширення
Поширений у південно-центральній Канаді та центральній смузі США.
Населяє сухі рівнини та пагорби; 300–2400 м.